# 馬克·洛考夫斯基
馬克·洛考夫斯基（英語：Mark Lucovsky），美國軟體設計師，曾服務於微軟、Google、VMware的工程副總經理，現在為Facebook的Oculus作業系統總監。

## 生平
1983年，於加州理工州立大學取得碩士學位，隨後進入迪吉多公司工作。在此，他得到戴夫·卡特勒與勞·帕拉佐利（Lou Perazzoli）的注意，在他們兩個人被微軟聘用時，他也一同前往微軟。
他在微軟，加入Windows NT作業系統的開發工作，與史蒂夫·渥德（Steve R. Wood）一同制定了應用程式介面。他也負責管理Windows NT原始碼的簽入，負責追蹤每一筆修改的內容與問題，在程式碼正式被接受之前，他會與開發者討論相關的修改內容與架構。在微軟決定由自行發展的版本控制系統 SLM 轉換到Perforce的客製化版本時，馬克·洛考夫斯基也扮演了關鍵的角色。

## 外部連結
- 馬克·洛考夫斯基的LinkedIn